# Działko M39
Pontiac M39 – działko rewolwerowe kalibru 20 mm, zaprojektowane dla USAF w końcu lat 40. i używane jako uzbrojenie myśliwców od wczesnych lat 50. do 70.

## Historia
Działko M39 zostało zaprojektowane przez Springfield Armory na podstawie niemieckiej konstrukcji z czasów II wojny światowej działka Mauser MG 213C kalibru 30 mm, zbudowanego dla Luftwaffe, ale nigdy nie użytego bojowo. Na podstawie tego samego działka oparto konstrukcję brytyjskiego ADENa i francuskiego DEFA, ale amerykańscy projektanci budując M39 wybrali mniejszy kaliber 20 mm w celu zwiększenia szybkostrzelności działka i prędkości wylotowej pocisku.
Początkowo oznaczone jako T-160 działko instalowano do testów w warunkach bojowych na samolotach F-86 Sabre w ramach programu Gunval i używano podczas wojny w Korei w 1953. Skrót Gunval pochodził od nazwy powołanego do życia na początku kwietnia 1951 roku komitetu ds. rozwoju uzbrojenia/Gun Evaluation Committee, którym kierował podpułkownik US Air Force John England, szef sekcji uzbrojenia samolotów myśliwskich sił powietrznych. Powodem wyboru F-86 była jego zbyt mała siła ognia, często niewystarczająca do zniszczenia radzieckich myśliwców MiG-15, z którymi ścierały się w powietrzu F-86. Do prób nowego uzbrojenia wybrano tuzin samolotów F-86F-1, których modernizacje przeprowadził oddział North American Aviation mieszczący się w Los Angeles. Przebudowano dziesięć sztuk, którym w miejsce sześciu karabinów M2 kalibru 12,7 mm, zainstalowano cztery działka T-160. Tak zmodyfikowane Sabre otrzymały oznaczenie F-86F-2. Dwa samoloty Sabre, już po zakończeniu wojny w Korei, oznaczone jako F-86F-3, wyposażono w szwajcarskie działka Oerlikon 206RK, również rewolwerowej konstrukcji. Jednak przeprowadzone w 1954 roku testy tak uzbrojonych maszyn, wykazały wyższość konstrukcji T-160. Do Korei trafiło w sumie osiem maszyn uzbrojonych w T-160. W styczniu 1953 roku przydzielono je do 335th Fighter-Interceptor Squadron. Próby w warunkach bojowych trwały do 1 maja tego samego roku. W ich trakcie ostrzelano 41 myśliwców MiG-15, zestrzelono na pewno sześć z nich, trzy lub cztery zestrzelono prawdopodobnie, dwanaście lub trzynaście radzieckich maszyn uszkodzono. W końcu 20 milimetrowe działko trafiło do produkcji seryjnej pod oznaczeniem M39. Zostało ono przyjęte jako standardowe uzbrojenie samolotów myśliwsko-bombowych F-86H Sabre, F-100 Super Sabre, F-101A i F-101C Voodoo, oraz F-5 Freedom Fighter. Ostatnia wersja myśliwca F-5 Tiger II wciąż jest wyposażona w działko M39A2, wersję z 280 nabojami w jednomiejscowym myśliwcu i 140 nabojami w dwumiejscowym. W sumie wyprodukowano 35 500 egzemplarzy tego uzbrojenia.
Działko M39 nie jest tą samą konstrukcją co pochodne działka Hispano M3 używanego przez marynarkę USA (jako M3 a później Colt Mk 12) w samolotach A-4 Skyhawk i F-8 Crusader, ani inną pochodną działek Hispano, M24, używaną przez USAF pod koniec lat czterdziestych.